# Albano Vicente Ferreira
Albano Vicente Lopes Ferreira (Ingombota, setembro de 1965) é um médico e cientista angolano que é uma das referências na pesquisa científica angolana, sendo especializado em fisiologia humana, investigando a função de grandes vasos arteriais e determinantes de factores de risco cardiovascular, bem como em educação médica, estudando métodos activos de aprendizagem em educação médicas.

## Biografia
Nascido em Ingombota em setembro de 1965, ainda durante o período colonial, Albano Ferreira iniciou os seus estudos superiores ao cursar ciências biológicas, no início da década de 1980, no Instituto Pré-Universitário (PUNIV) de Luanda, etapa preparatória que o qualificou para que pudesse ingressar na Faculdade de Medicina da Universidade Agostinho Neto, onde se licenciou como médico no final da década de 1980. Na UAN, ele defendeu o trabalho "Influência do Stress Sobre a Actividade Eléctrica do Coração - estudo electrocardiográfico em D II" sob a orientação do professor Mário Jorge Cartaxo Fresta.
A partir de 1989, ele atuou como médico clínico geral em um posto médico na região de Luanda e, também, como docente universitário na sua alma mater, a Universidade Agostinho Neto (UAN), até que ingressou no curso de doutoramento da Universidade Federal do Espírito Santo (UFES), universidade pública brasileira também situada em Vitória, no estado do Espírito Santo, no Brasil.
Albano Ferreira prosseguiu seus estudos no campo das ciências fisiológicas, obtendo o seu doutoramento em ciências fisiológicas na UFES, após defender a tese "Função de Grandes Vasos Arteriais em Diferentes Grupos Étnico-Raciais" em dezembro de 1999, sob orientação do professor Roberto de Sá Cunha, um especialista em fisiologia cardiovascular e endócrina.
Com o doutoramento, ele retornou à Angola, onde ocupou os cargos de Vice-Decano para Área Científica (pesquisa e pós-graduação) da Faculdade de Medicina da Universidade Agostinho Neto (UAN) entre os anos de 2002 a 2006. Na mesma universidade, Albano Ferreira se tornou Vice-Reitor para Área Científica da UAN entre 2006 a 2010, até sua designação para uma das Directorias do Ministério do Ensino Superior e da Ciência e Tecnologia da República da Angola.
Em 2010, ele foi designado Director Nacional de Formação Avançada do Ministério do Ensino Superior e da Ciência e Tecnologia da República da Angola, cargo de que desempenhou por um ano. No ano seguinte, Albano Ferreira foi eleito para o cargo de Reitor da Universidade Katyavala Bwila, situada em Benguela, cargo administrativo que ocupou de 2011 a 2024, tornando-se o mais longevo reitor daquela instituição de ensino superior.
Em 20 de novembro de 2024 foi nomeado Ministro do Ensino Superior, Ciência, Tecnologia e Inovação.

## Pensamento

### Desenvolvimento científico em Angola
Albano V. Ferreira defende a emergência de ser pensada a autonomia na produção científica angolana e a declaração de uma independência na construção de conhecimento no contexto angolano, pois segundo o referido cientista: "A nossa produção científica ainda é escassa e insuficiente, mas tem aumentado nos últimos anos. Para melhorar, precisamos de engajar cada vez mais pessoas em atividades de investigação, sobretudo os profissionais com maior qualificação académica com responsabilidade nesse domínio, tais como os possuidores de graus de Doutor e Mestre."
Apesar de reconhecer a escassez de recursos humanos e do número ainda insuficiente de profissionais que possuam uma elevada qualificação académica, científica e técnica em Instituições de Ensino Superior (IES) e de Desenvolvimento de Investigação (IDI), Albano Ferreira afirma que: "Para melhorar esse cenário é necessário continuar a investir na formação e ao mesmo tempo evitar a dispersão desses profissionais, concentrando-os e vinculando-os a projetos prioritários e de grande impacto no domínio da Ciência, Tecnologia e Investigação (CTI). Primeiro, defendo uma estratégia da sua concentração e foco nas IES e IDI, para reforço dos projetos de formação pós-graduada e de CTI, para favorecer, depois, a sua dispersão por outros setores."

## Principais obras

### Livros
- Função de Grandes Vasos Arteriais em Diferentes Grupos Étnico-Raciais. 1ª Ed. Edições Kulonga, Luanda, 2003.[1]

### Artigos, fascículos e resumos
- "Ensino superior em Angola: desafios e oportunidades ao nível institucional". Fórum da Gestão do Ensino Superior nos Países e Regiões de Língua Portuguesa: Revista FORGES Vol. 3, n. 1 (2016): 83-106. [em coautoria com SIMÕES C, SAMBO MR, FRESTA M]
- "Current status on health sciences research productivity pertaining to Angola up to 2014". Health Research Policy and Systems (2015) 13:32 DOI 10.1186/s12961-015-0021-z. [em coautoria com SAMBO MR]
- "Desafios da educação médica e da investigação em saúde no contexto de Angola [Challenges in medical education and health research in Angola]". Revista Brasileira de Educação Médica 2014; 38(1):133-141. [em coautoria com FRESTA M, SIMÕES CFC, SAMBO MRB]
- "Prevalence of cardiovascular risk factors and socioeconomic level among public-sector workers in Angola". BMC Public Health 2013, 13:732 URL: http://www.biomedcentral.com/1471-2458/13/732.[em coautoria com CAPINGANA DP, MAGALHÃES P, SILVA ABT, GONÇALVES MAA, BALDO MP, RODRIGUES SL, SIMÕES CCF, MILL JG]
- "Sensibilidade ao Sal em Indivíduos de Raça Negra". Acta Médica Angolana 2007; 2(16):34-40. [em coautoria com MAGALHÃES P, CAPINGANA DP]
- "Hipertensão em Negros e a Intervenção Farmacológica". Acta Médica Angolana 2007; 2(16):26-33. [em coautoria com CAPINGANA DP, MAGALHÃES P]
- "Linha de Investigação: em busca de uma proposta de trabalho para a Universidade Agostinho Neto". Rev Ang Ed Med 2005; 2:49-53.
- "Epidemiologia da hipertensão no Município de Vitória, Espírito Santo". Rev Bras Hipertens 2004; 7(3);109-116. [em coautoria com MILL JG, MOLINA MDCB, SILVA IO, MARQUEZINI AS, CUNHA RS, HERKENHOFF FLV]
- "Reforma do Curso de Medicina: conclusões e recomendações". Rev Ang Ed Med 2004;1:15-24. [em coautoria com FRESTA M, VENTURELLI J]
- "Determinantes populacionais da rigidez aórtica". Rev Bras Hipertens 2004; 11(3):169-74. [em coautoria com CUNHA RS, DA SILVA IO, CUNHA FILHO RS, MOLINA MDCB, HERKENHOFF FLV, MILL JG]
- "Orthostatic influences on the functional behavior of large arteries". J Hypertens 2004; 22(Suppl 1):S27. DOI:10.1097/00004872-200402001-00101.  [em coautoria com ELIAS J, HERINGER N, MILL J, CUNHA R]
- "Increased aortic stiffness in blacks: results from a population study in Brazil". Circulation 2002: 106 (19 Suppl):II-766 (75 years of Scientific Sessions, American Heart Association, 2002, Chicago, november 17-20). [em coautoria com CUNHA RS, FERREIRA AV, SÁ R, HERINGER N, HERKENHOFF F, MILL JG]
- "Racial differences in age-related increase in aortic stiffness in normotensive and hypertensive adults". J of Hypertens 2000; 18 (Suppl 4):S196 P28.47 (18th Scientific Meeting of the International Society of Hypertension, 2000, Chicago, august 20-24). [em coautoria com HERINGER N, FUTURO GM, SANTOS LCB, SANT’ANNA W, MILL JG, CUNHA RS]